# Min & Max
Min & Max é um filme chinês de comédia romântica, dirigido por Ma Kan, estrelado por Godfrey Gao e Wang Shuilin. Foi lançado na China em 25 de novembro de 2016.

## Elenco
- Godfrey Gao[2]
- Wang Shuilin[2]
- Fan Tiantian[2]
- Jiu Kong[2]

## Orçamento
O filme foi orçado em 4 milhões de dólares na China e em todo mundo.